# Janina Czarnecka
Janina Zofia Czarnecka (ur. 16 grudnia 1898 we Lwowie, zm. 31 października 1974 w Poznaniu) – jedna z pierwszych kobiet architektów w Polsce, dyplomowany inżynier-architekt.

## Życiorys

### Rodzina
Urodziła się w rodzinie Tadeusza Wiśniowskiego, profesora geologii Politechniki Lwowskiej, i Marty z Podlewskich. Siostra Maria była żoną profesora Politechniki Lwowskiej Edwarda Sucharda, a brat – Jerzy Wiśniowski, zaginął w trakcie I wojny światowej przedzierając się z Moskwy do Lwowa.

### Edukacja i działalność we Lwowie
Ukończyła gimnazjum we Lwowie (1918). W 1917 roku Janina Czarnecka rozpoczęła studia na Wydziale Architektury Politechniki Lwowskiej jako wolny słuchacz ze względu na zakaz studiów dla kobiet. W czasie I wojny światowej wzięła udział w obronie Lwowa w służbie sanitarnej (otrzymała odznakę pamiątkową „Orlęta”). Była kurierką na Śląsku w okresie II i III powstania śląskiego (odznaczona Krzyżem na Śląskiej Wstędze Waleczności i Zasługi). Po zakończeniu działań wojennych kontynuowała studia architektoniczne na wydziale architektury Politechniki Lwowskiej ukończone w 1924 roku.

### Działalność w dwudziestoleciu międzywojennym
W 1925 roku zawarła małżeństwo z architektem Władysławem Czarneckim (ślub odbył się w Warszawie, gdzie pracował wówczas Czarnecki) i razem przenieśli się do Poznania. Od 1934 roku była członkiem SARP-u. W latach przedwojennych poświęciła się rodzinie, ograniczając się do prywatnych projektów w zakresie architektury mieszkaniowej. Pomagała również mężowi przy zleceniach prywatnych. Pierwszym z nich był projekt dużej szkoły mleczarskiej z internatem i mieszkaniami dla nauczycieli we Wrześni. Zaprojektowała wnętrza pierwszego wspólnego domu autorstwa jej męża przy ul. Szelągowskiej w Poznaniu. Artykuł opisujący tę inwestycję i ilustrowany zdjęciami prezentującymi jego wnętrza opublikowany został w branżowym czasopiśmie „Dom Osiedle Mieszkanie”. Projektowała nowoczesne, modernistyczne wille, głównie na terenach nowo powstających osiedli Poznania. Jej autorstwa jest szereg willi w rejonie poznańskich ulic Ostroroga, Skarbka, Rycerskiej, Grunwaldzkiej i Zakręt. W 1931 roku w „Gazecie Poznańskiej” ukazał się jej artykuł „Nowoczesne mieszkanie” prezentujący jej nowatorskie spojrzenie na zagospodarowanie przestrzeni mieszkalnej. Jej poglądy zawierają się w stwierdzeniu:

A więc wartością domu nie są ozdóbki przyczepiane, mniej lub więcej szczęśliwie do fasady, lecz jego praktyczność i wygoda”

W 1931 roku zaprojektowała kluczową do dalszego rozwoju kariery willę wraz z wyposażeniem dla fabrykanta Władysława Żołędowskiego i jego żony. Dla poznańskiej rodziny Eysymontów zaprojektowała w tym czasie meble. Była aktywną członkinią Związku Pań Domu.
Na wystawie „Wnętrze domu” zorganizowanej na terenie Międzynarodowych Targów Poznańskich (1935) zaprezentowano wzorcową kuchnię powstałą na podstawie jej projektu. W 1936 roku za zaoszczędzone pieniądze wybudowała dom według własnego, modernistycznego projektu przy ul. Grunwaldzkiej 117. Uprawnienia budowlane uzyskała w 1938 roku, co pozwoliło jej na w pełni samodzielne prowadzenie projektów budowlanych.

### II wojna światowa (1939-1945)
W czasie II wojny światowej została najpierw wysiedlona do obozu przejściowego w Poznaniu, następnie znalazła się w Warszawie (1939) skąd wyjechała do wsi Burzyn w powiecie tarnowskim (1940). Tam pracowała w tajnym nauczaniu (uczyła matematyki, algebry, geometrii i geografii). W 1944 roku została aresztowana przez gestapo.

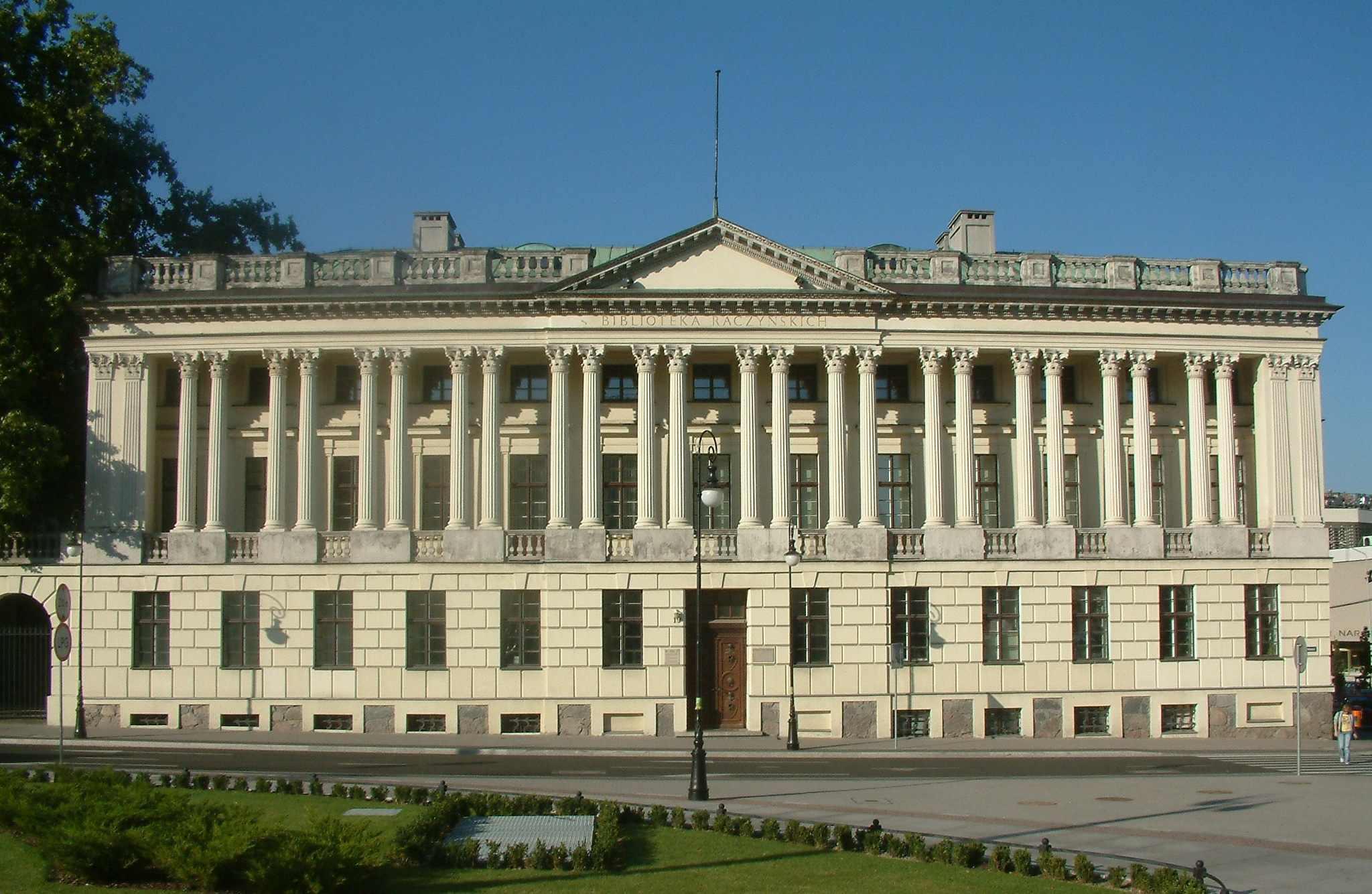
Biblioteka Raczyńskich w Poznaniu (odbudowa)

### PRL (1945-1974)
W maju 1945 roku powróciła wraz z całą rodziną do Poznania, do domu przy ul. Grunwaldzkiej. W tym samym roku została rzeczoznawcą do spraw budowlanych Banku Gospodarstwa Krajowego. Od 1945 była zatrudniona w Pracowni Architektonicznej Wydziału Rozbudowy Miasta (do 1949). W okresie powojennym podejmowała się wielu zleceń w celu utrzymania rodziny. Jej mąż wrócił do Poznania z Wielkiej Brytanii pod koniec 1946 roku. Od czerwca 1946 roku była członkiem powojennego SARP. W latach 40. zajmowała się projektami odbudowy i inwentaryzacji zabytkowych budynków na terenie Starego Miasta (projekty te nie zostały zrealizowane). W 1949 roku została zatrudniona w Centralnym Biurze Projektów Architektonicznych i Budowlanych w Warszawie, w nowo powstałej pracowni A-VII Wystaw i Targów, która znajdowała się w gmachu Dyrekcji MTP w Poznaniu. Pracownia została włączona (1951) w strukturę Miastoprojektu Poznań, gdzie Czarnecka objęła stanowisko starszego projektanta (1949–1961). Początkowo pracowała (od 1953) nad odbudową zniszczonej Biblioteki Raczyńskich, dla której opracowała całościową koncepcję architektoniczną. Następnie kierowała IV Pracownią Projektową Obiektów Służby Zdrowia. W tym czasie wykonała szereg projektów budynków służby zdrowia w Poznaniu i innych polskich miastach – Żaganiu, Gostyniu, Łęgnowie k. Bydgoszczy, Wschowie, Włocławku i Ostrowie Wielkopolskim. W 1961 roku przeszła na rentę po dwóch zawałach serca, ale nadal kierowała pracami projektowymi szpitali w Poznaniu.
Urodziła trzech synów: Andrzeja (1926), Zbigniewa (1927) i Jeremiego (1939), dwóch ostatnich również zostało architektami.
Janina Czarnecka zmarła w Poznaniu 31 października 1974 roku i została pochowana na cmentarzu na Junikowie. Po śmierci męża Władysława jej ciało zostało ekshumowane i przeniesione do wspólnej mogiły na cmentarzu ss. Urszulanek w Pniewach. Ostatecznie grób państwa Czarneckich znajduje się w Poznaniu na cmentarzu Zasłużonych Wielkopolan.

## Najważniejsze projekty
- domy w Poznaniu i dwory na terenie Wielkopolski (przed 1939),
- domy mieszkalne na terenie Kolonii Oficerskiej na Okęciu w Warszawie (przed 1939),
- rekonstrukcja niektórych kamienic Starego Miasta w Poznaniu po zniszczeniach II wojny światowej,
- Biblioteka Raczyńskich w Poznaniu (odbudowa)[18],
- Galeriowiec, ul. Szamotulska 87, Poznań
- Budynek mieszkalny dla urzędników, ul Żeromskiego/Dąbrowskiego, Poznań,
- Dom Nauczycieli RTPD, ul. Szamotulska 71/75, Poznań,
- Stacja Krwiodawstwa, ul. Marcelińska 44, Poznań,
- Szpital Zakaźny w Gorzowie Wlkp. (przebudowa),
- szpital w Głogowie (przebudowa),
- Dom Dziecka w Turku,
- Instytut Ochrony Roślin w Poznaniu,
- szpital w Łęgnowie k. Bydgoszczy,
- szpital we Włocławku,
- szpital w Ostrowie Wlkp. (rozbudowa),
- Szpital im. Franciszka Raszei w Poznaniu (rozbudowa),
- przychodnia specjalistyczna w Żaganiu[19].